# Тань-Монфардини, Вэньлин
Тань Вэньлин (кит. упр. 谭文玲, пиньинь Tán Wénlíng, род. 28 октября 1972), после замужества добавившая к китайской фамилии Тань итальянскую фамилию Монфардини (итал. Monfardini) — итальянская спортсменка китайского происхождения, призёрка чемпионатов Европы.

## Биография
Родилась в 1972 году в провинции Хунань (КНР). Эмигрировала в Италию и приняла итальянское гражданство.
На чемпионате Европы 2003 года стала обладательницей золотой медали в составе команды и серебряной медали в одиночном разряде. В 2004 году приняла участие в Олимпийских играх в Афинах, но наград не завоевала. На чемпионате Европы 2005 года стала обладательницей бронзовой медали в парном разряде, на чемпионате Европы 2007 года повторила этот результат. В 2008 году стала обладательницей серебряной медали чемпионата Европы в парном разряде, и бронзовой — в одиночном, но на Олимпийских играх в Пекине наград завоевать не смогла. На чемпионате Европы 2009 года стала обладательницей серебряной медали в парном разряде. В 2012 году приняла участие в Олимпийских играх в Лондоне, но вновь осталась без наград.